# Turok
Turok är en spelserie som är utvecklat av Acclaim Entertainment. Turok var först en serietidning men det har blivit också till spel. Det finns 7 Turok spel, det första spelet heter Turok: Dinosaur Hunter som finns på Nintendo 64 och Windows. Det första Turok spelet handlar om tidsresenären Joseph Turok som kommer till dinosauriernas tid som försöker stoppa en galning som vill styra hela universumet. I spelet möter man soldater och dinosaurier. Det har kommit en ny Turok till Playstation 3, Xbox 360 och Windows som är en remake från den gamla Turok.

## Skillnaden mellan den gamla och nya Turok
Den gamla Turok handlar om karaktären Joseph Turok som reser genom tiderna för att stoppa en galning från att skapa ett fruktansvärt vapen som kan styra hela universum. Men i den nya handlar det om att Turok och några andra soldater ska fånga Roland Kane (som har landat på en planet bebodd av dinosaurier). Innan de landar skjuter Kane, en kriminell galning som var Turoks gamla mentor, ut en missil som förstör Turoks skepp. De kraschlandar på planeten och Turok måste nu fånga Kane till varje pris.

## Spelserien
- Turok: Dinosaur Hunter (1997) släpptes till Nintendo 64 och Windows.
- Turok: Battle of the Bionosaurs (1997) släpptes till Game Boy.
- Turok 2: Seeds of Evil (1998) släpptes till Nintendo 64, Game Boy Color och Windows.
- Turok: Rage Wars (1999) släpptes till Nintendo 64 och Game Boy Color.
- Turok 3: Shadow of Oblivion (2000) släpptes till Nintendo 64 och Game Boy Color.
- Turok: Evolution (2002) släpptes till Nintendo GameCube, Game Boy Advance, Windows, PlayStation 2 och Xbox.
- Turok (2008) släpptes till Playstation 3, Xbox 360 och Windows.